# Smugi (Kłobuck)
Smugi – integralna część miasta i sołectwo w granicach miasta Kłobuck. Smugi do momentu włączenia w granice Kłobucka były niezależną wsią. Znajdują około 3 km na wschód od centrum Kłobucka.
Znajduje się tu wybudowany w czasach PRL Spółdzielczy Kombinat Rolno-Spożywczy "Smugi", szkoła podstawowa.